# Chionea macnabeana
Chionea macnabeana är en tvåvingeart som beskrevs av Alexander 1947. Chionea macnabeana ingår i släktet Chionea och familjen småharkrankar. Inga underarter finns listade i Catalogue of Life.